# Lorenzo di Credi
Lorenzo di Credi (født 1459 i Firenze, død 1537 sammesteds) var en italiensk maler af den florentinske skole.
Lorenzo di Credi var først i guldsmedelære hos sin far Andrea d’Oderigo, men blev derefter elev af Andrea del Verrocchio, til hvem han var nær knyttet både som medhjælper og lærling og også ved personligt venskabsbånd, så at Verrochio testamenterede ham hele sit bohave, sine malerekvisitter etc. Efter en lang og påskønnet kunstnerisk virksomhed trak han sig 1531 tilbage til hospitalet i Santa Maria Nuova. Hans domæne er fremstillingen af Madonna og den hellige familie, som han maler atter og atter, med en overordentlig, udpenslende omhu. ved siden af indflydelsen fra Verrocchio, hvis kompositionsvis og faste formgivning han tilegner sig, særlig i de små børneskikkelser, har han også optaget meget fra sin kammerat Leonardo da Vincis overlegne kunst, særlig i retning af farvens finhed, der opløser de til tider for stærkt og skarpt accentuerede former til større malerisk harmoni. En mængde arbejder af Credi, alle staffelibilleder, findes i Italien: Madonna med Zenobius og Johannes i domkirken i Pistoia, mange i Uffizi i Firenze (en kopi af G. Clement (G.F. Clement (?)) efter hans Venus fandtes på den fri Udstilling i København 1895), og hans omfangsrigeste arbejde: Hyrdernes Tilbedelse, ellers malede han gerne i ringe målestok, i akademiet i Firenze. I Berlins Kaiser-Friedrich-Museum Maria med Barnet og Maria af Ægypten, udført efter et Verrocchio’sk forbillede; andre i Paris, Dresden, München, Mainz etc.